# Ság
Ság är en kulle i Ungern.   Den ligger i provinsen Vas, i den västra delen av landet, 150 km väster om huvudstaden Budapest. Toppen på Ság är 278 meter över havet, eller 147 meter över den omgivande terrängen. Bredden vid basen är 3,4 km.
Terrängen runt Ság är huvudsakligen platt. Ság är den högsta punkten i trakten. Runt Ság är det ganska tätbefolkat, med 70 invånare per kvadratkilometer. Närmaste större samhälle är Celldömölk, 3,9 km nordost om Ság. Trakten runt Ság består till största delen av jordbruksmark.